# Ulf Georgsson
Ulf Georg Georgsson, född 22 april 1962 i Kinna församling i Älvsborgs län, död 23 mars 2024 i Sankt Pauli distrikt i Göteborg, var en svensk låtskrivare och musiker.
Georgsson medverkade i Melodifestivalen som låtskrivare samt skrev flera låtar som spelats in av bland andra Lasse Stefanz, Vikingarna, Playtones, Drifters, Zekes, CC & Lee, Black Jack, Barbados, Friends och Frøya.
Som musiker spelade han trummor i 30 år i Bhonus och därefter från juni 2013 i Flamingokvintetten.
På Svensktoppen blev han listans näst mest framgångsrike kompositör under år 2000 och utsågs 2001 till Årets kompositör.

## Kända verk i urval
| År   | Titel                                | Inspelad av                 | Upphovsmän                                                   | Notering    |
| ---- | ------------------------------------ | --------------------------- | ------------------------------------------------------------ | ----------- |
| 1998 | Varje gång det handlar om kärlek     | Kikki Danielsson & Roosarna | Ulf Georgsson                                                |             |
| 1999 | Djupa vatten                         | Wizex                       | Lars Diedricson, Ulf Georgsson                               |             |
| 1999 | Friends                              | Friends                     | Lars Diedricson, Ulf Georgsson                               |             |
| 1999 | Tjejer & snubbar, kärringar & gubbar | Lotta Engbergs              | Ulf Georgsson, Bo Fransson                                   |             |
| 1999 | Rosalita                             | Barbados                    | Ulf Georgsson, Johnny Thunqvist                              |             |
| 2000 | Varje timma, var minut               | Javiera                     | Ulf Georgsson, Patrik Ahlm, Johnny Thunqvist                 |             |
| 2001 | Allt som jag ser                     | Barbados                    | Marcos Ubeda, Ulf Georgsson, Lars Diedricson                 |             |
| 2001 | Fri                                  | Kikki Danielsson            | Marcos Ubeda, Ulf Georgsson                                  |             |
| 2001 | En blick, en dans, en kyss           | Scotts                      | Joakim Anrell, Ulf Georgsson                                 | Svensk text |
| 2002 | Något som kan hända                  | Mathias Holmgren            | Jörgen Elofsson, Per Magnusson, David Kreuger, Ulf Georgsson | Svensk text |
| 2004 | Tack och farväl                      | Vikingarna                  | Thomas Edström, Ulf Georgsson                                |             |